# Carl Åkerhielm (1853–1903)
Carl Gustaf Åkerhielm af Margretelund, född 16 januari 1853 i Floda församling, Södermanlands län, död 18 augusti 1903 i Floda församling, Södermanlands län, var en svensk friherre, hovman och militär.

## Biografi
Carl Åkerhielm af Margretelund föddes 1853 på Ökna i Floda socken. Han var son till landshövdingen Carl Åkerhielm af Margretelund och Aurora Charlotta Skjöldebrand. Åkerhielm blev 7 juni 1870 kadett vid Krigsskolan på Karlberg och utexaminerades 20 december 1873. Han blev 27 december 1873 underlöjtnant vid Livregementets husarkår och 3 maj 1878 löjtnant. Åkerhielm tog 21 mars 1884 avsked med tillstånd att kvarstå såsom löjtnant i kårens reserv. Han blev 1 december 1884 kammarherre, 1 oktober 1886 ryttmästare i armén och 13 mars 1896 ryttmästare i Livregementets husarers reserv. Åkerhielm utnämndes 9 juli 1900 till riddare av Svärdsorden och 1901 till kommendör av SPLCO av första klassen. Han avled 1903 på Ökna i Floda socken.

### Familj
Åkerhielm gifte sig 25 augusti 1881 i slottskapellet Eriksberg med friherrinnan Ingeborg Bonde (1853–1927), dotter till överstekammarherren friherre Carl Jedvard Bonde och grevinnan Vilhelmina Sofia Charlotta Lewenhaupt. De fick tillsammans barnen underlöjtnanten Johan Carl Gustaf Åkerhielm (1882–1911) vid Livgardet till höst, Knut Christian Carl Åkerhielm (1884–1888) och stiftsjungfrun Helena Ingeborg Vilhelmina Charlotta Åkerhielm (1886–1908) som var gift med ryttmästaren greve Carl Axel Polykarpus Cronhielm af Hakunge.